# Houdain-lez-Bavay
Houdain-lez-Bavay ist eine französische Gemeinde mit 902 Einwohnern (Stand 1. Januar 2022) im Département Nord in der Region Hauts-de-France. Sie gehört zum Kanton Aulnoye-Aymeries im Arrondissement Avesnes-sur-Helpe. 

## Geographie
Die Gemeinde Houdain-lez-Bavay liegt im Regionalen Naturpark Avesnois an der Grenze zu Belgien, elf Kilometer nordwestlich von Maubeuge. Sie grenzt im Norden an Quévy (Belgien), im Osten an Hon-Hergies, im Südosten an Taisnières-sur-Hon, im Süden an Bavay, im Südwesten an Saint-Waast, im Westen an Bellignies und im Nordwesten an Gussignies. Das Gemeindegebiet wird vom Fluss Hogneau durchquert.

## Bevölkerungsentwicklung
| Jahr                       | 1962 | 1968 | 1975 | 1982 | 1990 | 1999 | 2010 | 2020 |
| Einwohner                  | 861  | 887  | 817  | 802  | 890  | 911  | 868  | 892  |
| Quellen: Cassini und INSEE |      |      |      |      |      |      |      |      |

## Sehenswürdigkeiten

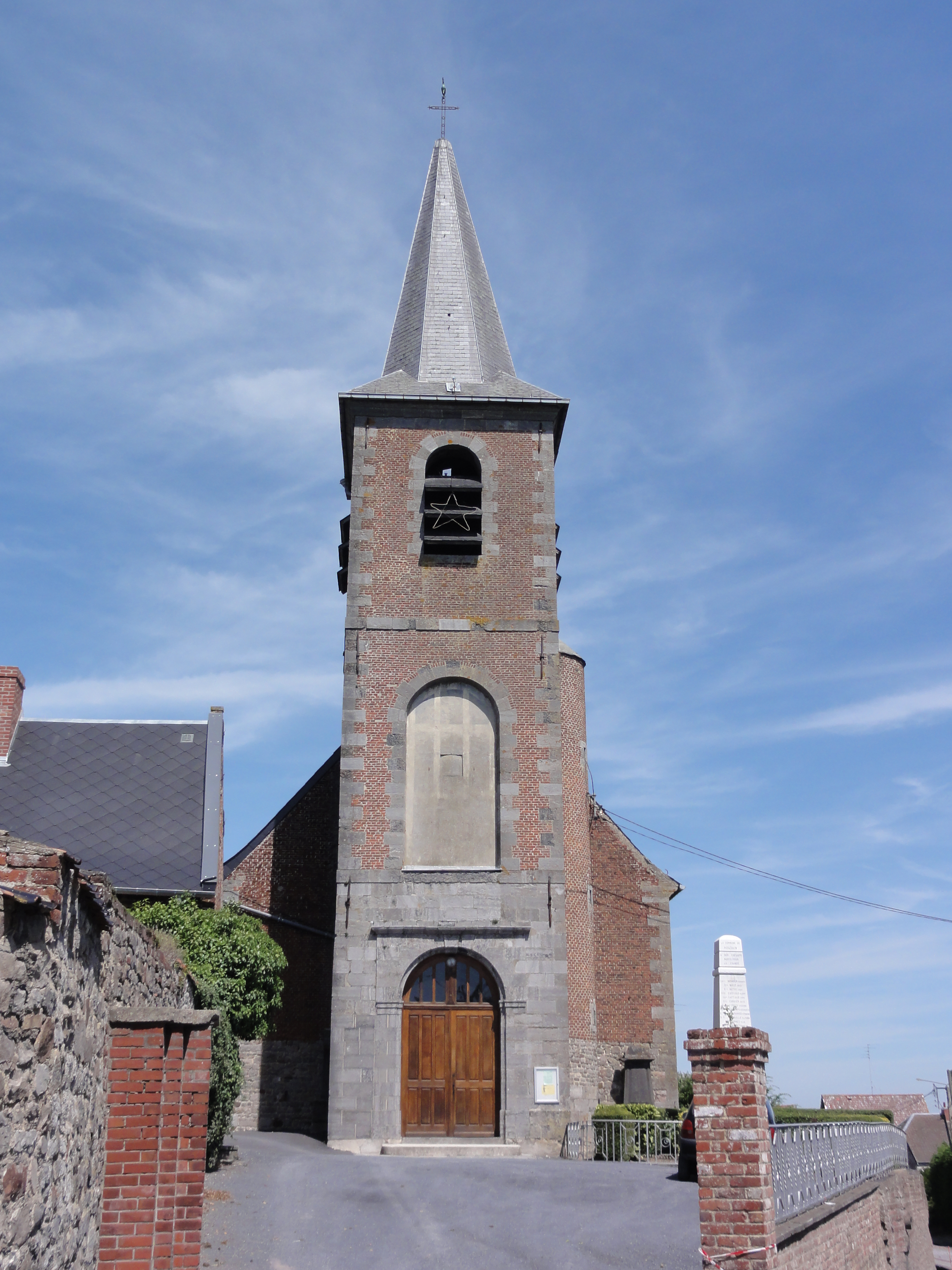
Kirche Saint-Martin
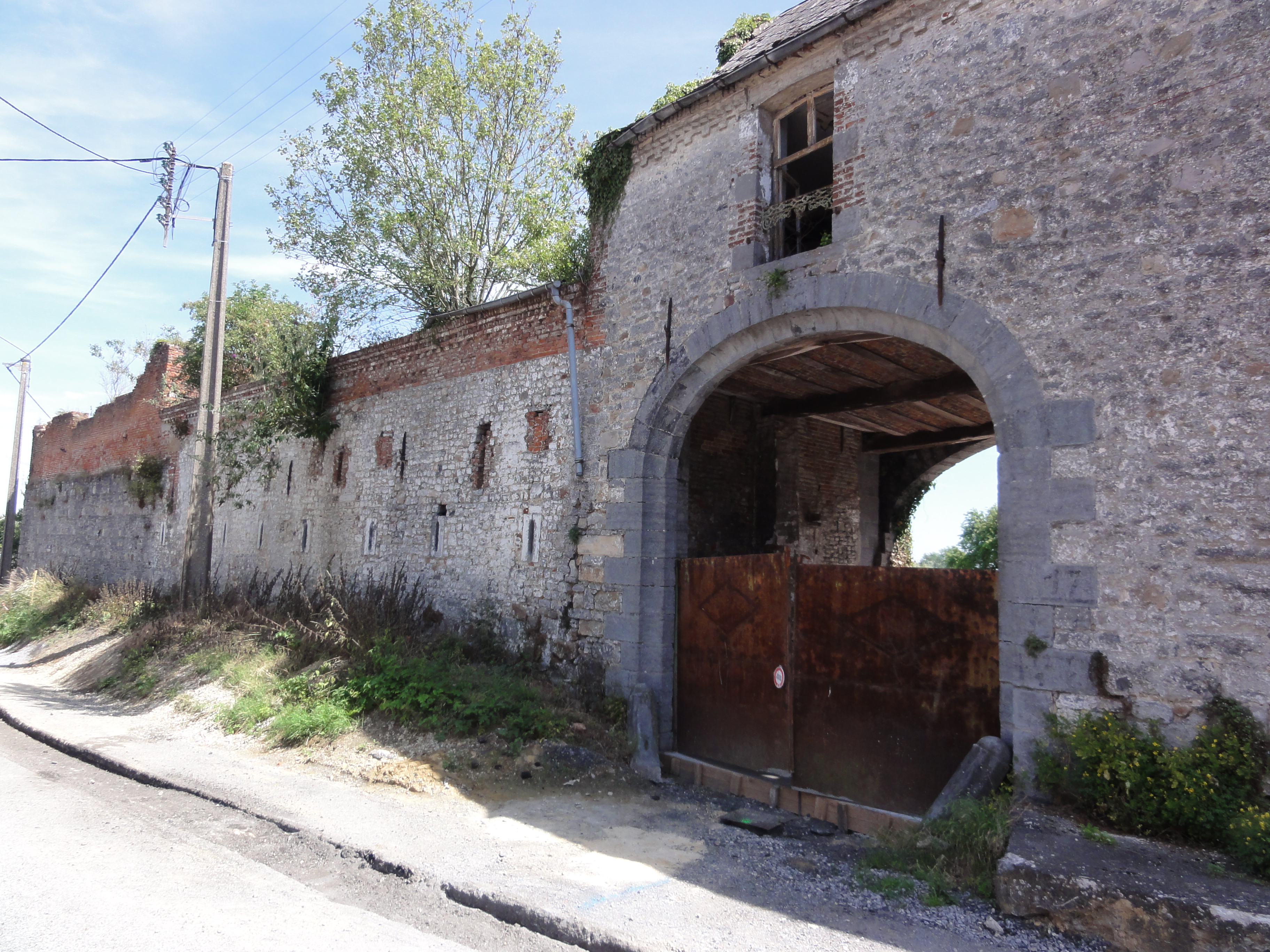
Herrenhaus
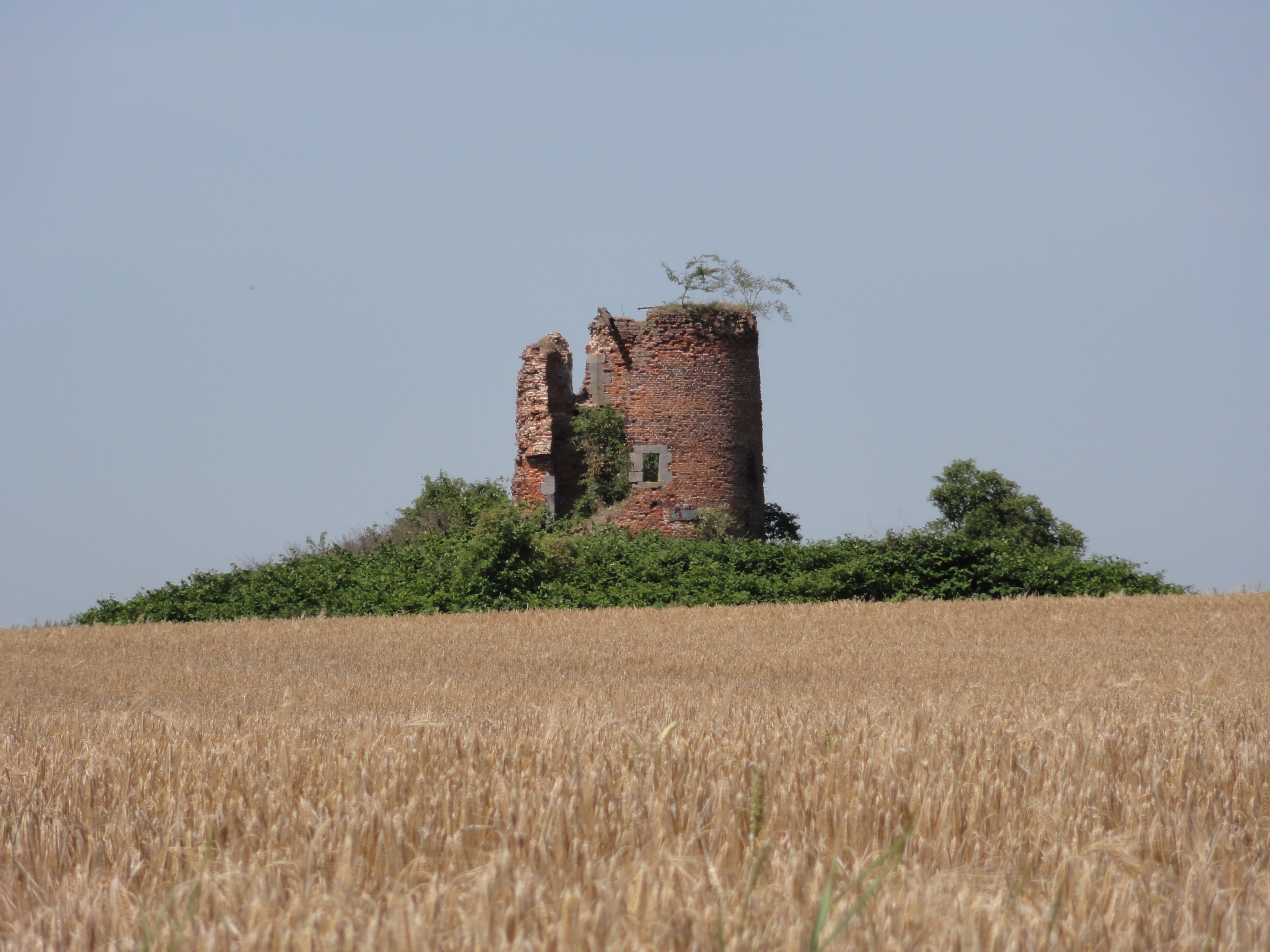
Ehemalige Windmühle
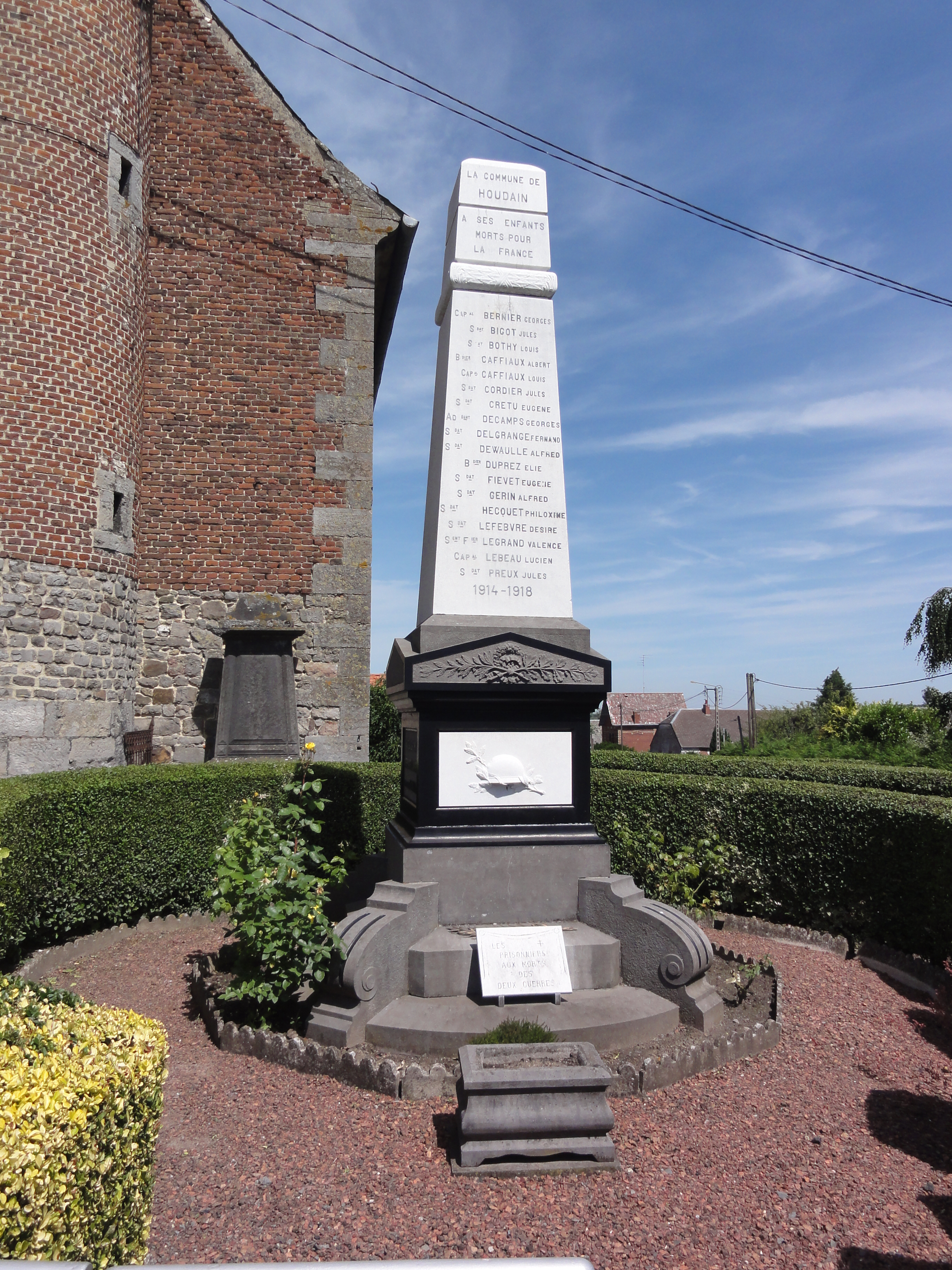
Gefallenendenkmal

- Ruinen einer ehemaligen Mühle

- Kirche Saint-Martin
- Herrenhaus
- Ehemalige Windmühle
- Gefallenendenkmal